# Palast der Bischöfe von Rzeszów

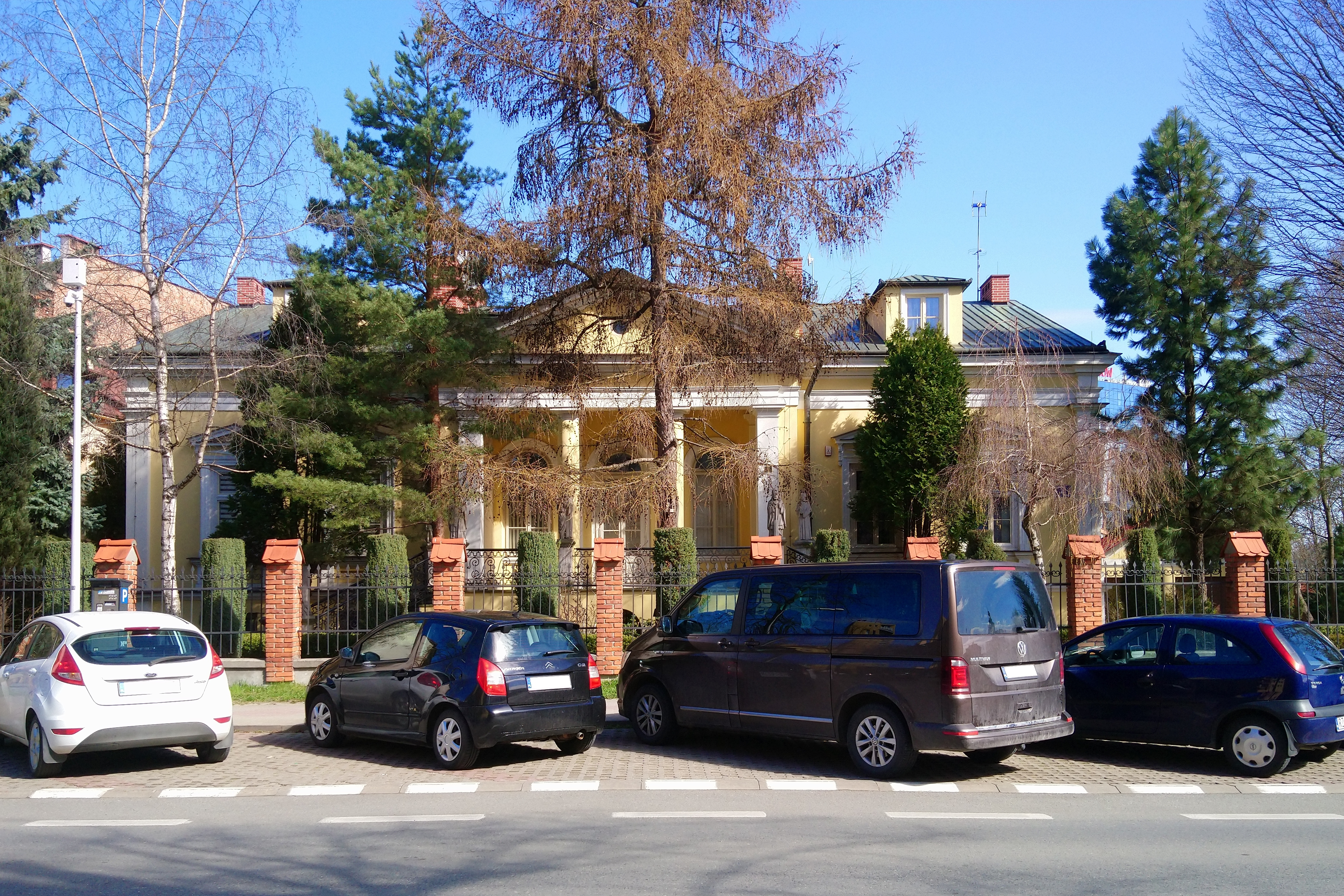
Frontansicht

Der Palast der Bischöfe von Rzeszów (polnisch: Pałac Biskupów Rzeszowskich) ist ein Stadtpalais der Bischöfe von Rzeszów in der Altstadt von Rzeszów unweit des Altmarkts.

## Geschichte
Das Palais wurde 1876 für die Magnatenfamilie Karpiński im klassizistischen Stil von Józef Kwiatkowski errichtet, wobei er sich an der traditionellen Form eines polnischen Herrenhauses orientierte. Heute ist es Sitz der Bischöfe von Rzeszów.